# Айдар (Жетысуская область)
Айдар (каз. Айдар) — село в Каратальском районе Жетысуской области Казахстана. Входит в состав Карашенгельского сельского округа. Находится на реке Биже. Код КАТО — 195043200.

## Население
В 1999 году население села составляло 119 человек (63 мужчины и 56 женщин). По данным переписи 2009 года, в селе проживало 138 человек (73 мужчины и 65 женщин).